# Udje
Udje – wieś w Słowenii, w gminie Grosuplje. 1 stycznia 2017 liczyła 68 mieszkańców.